# Tokio-Marathon

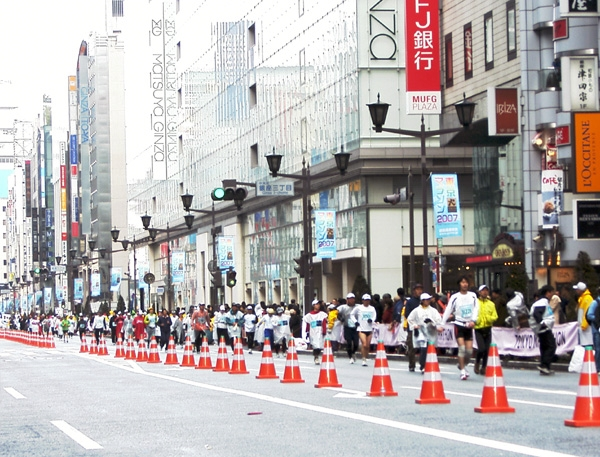
Tokio-Marathon 2007

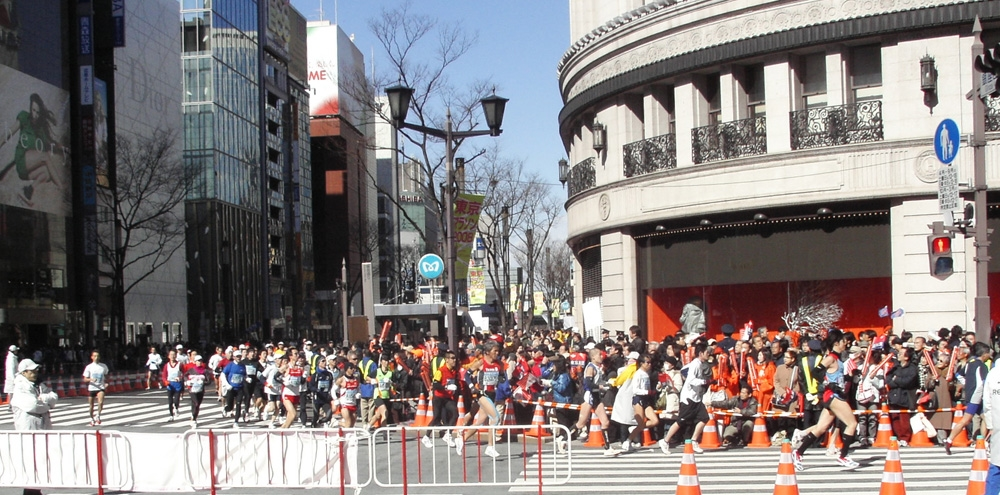
Tokio-Marathon 2008

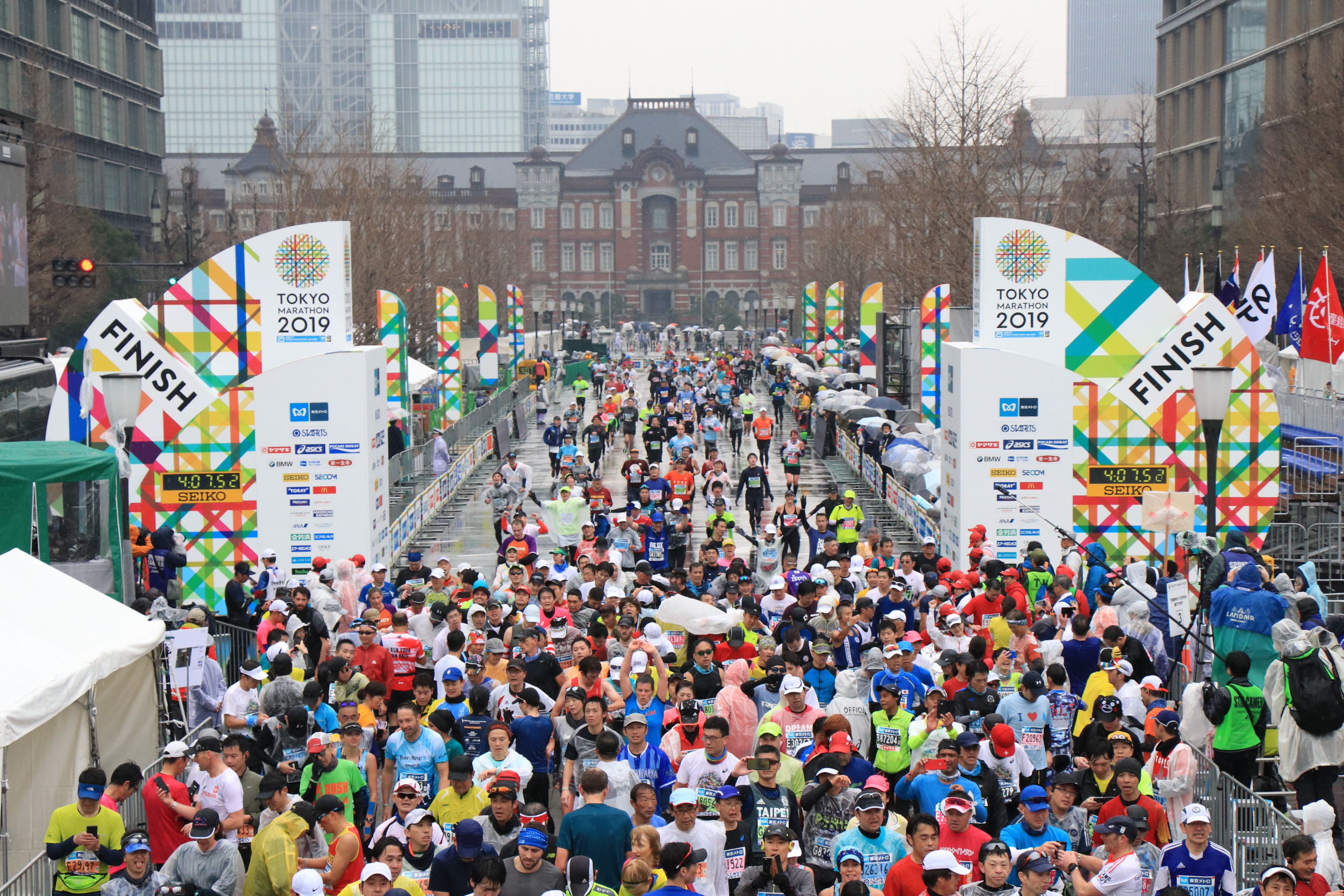
Tokio-Marathon 2019

Der Tokio-Marathon (jap. 東京マラソン, Tōkyō Marason) ist ein Marathon in Tokio, der seit 2007 Ende Februar oder Anfang März stattfindet. Zum Programm gehört auch ein 10-km-Lauf.

## Geschichte
Der Tokio-Marathon löste den Tokyo International Men’s Marathon ab, der von 1981 bis 2006 als Eliterennen der Männer ausgetragen wurde.
Bei der neuen Veranstaltung werden zwar ebenfalls männliche Eliteläufer eingeladen, der Lauf steht jedoch auch Hobbyläufern beiderlei Geschlechts offen und zählt nun zu den teilnehmerstärksten Marathonläufen weltweit.
Nachdem im November 2008 der Tokyo International Women’s Marathon zum letzten Mal ausgetragen wurde, dessen Nachfolgeveranstaltung der seit November 2009 stattfindende Yokohama-Marathon ist, lud man 2009 erstmals Eliteläuferinnen ein.
Seit 2013 gehört der Tokio-Marathon zu den World Marathon Majors.
2020 durften wegen der Gefahren durch ein neues, SARS-CoV-2 genanntes, Coronavirus nur rund 200 Elite-Athleten am Lauf teilnehmen. Ursprünglich waren 38.000 Läufer erwartet worden, doch aus Sorge um die in China ausgebrochene Virusepidemie wurden Amateure nicht zugelassen. 2023 gab es beim Tokio Marathon mit 36.751 Finishern erstmals mehr als 36.000 Marathonläufer, die in Tokio das Ziel erreichten.

## Strecke
Der seit 2017 flachere Kurs beginnt am Tokyo Metropolitan Government Building und führt am Iidabashi entlang nach Nihombashi, wo sich das Ziel des 10-km-Laufs befindet. Für die Marathonläufer führt die Strecke vorbei an Ginza südwärts nach Shinagawa über den Hibya-Park bis zum Schlusspunkt, der Tokyo-Station.

## Statistik

### Streckenrekorde
- Männer: 2:02:16 h, Benson Kipruto (KEN), 2024
- Frauen: 2:15:37 h, Sutume Asefa Kebede (ETH), 2024

Damit rangiert der Tokio-Marathon, mit 4:17:53 h, auf der Liste der schnellsten Marathonveranstaltungen (ermittelt durch Addition der Streckenrekorde) auf Platz 5 weltweit.

### Siegerliste
| Datum           | Männer                     | Nation                 | Zeit                   | Frauen                          | Nation                 | Zeit                   |
| --------------- | -------------------------- | ---------------------- | ---------------------- | ------------------------------- | ---------------------- | ---------------------- |
| 2. März 2025    | Tadese Takele              | Äthiopien              | 2:03:23                | Sutume Asefa Kebede             | Äthiopien              | 2:16:31                |
| 3. März 2024    | Benson Kipruto             | Kenia                  | 2:02:16                | Sutume Asefa Kebede             | Äthiopien              | 2:15:37                |
| 5. März 2023    | Deso Gelmisa               | Äthiopien              | 2:05:22                | Rosemary Wanjiru                | Kenia                  | 2:16:28                |
| 6. März 2022    | Eliud Kipchoge             | Kenia                  | 2:02:40                | Brigid Kosgei                   | Kenia                  | 2:16:02                |
| 7. März 2021    | verschoben auf 2022 1)     | verschoben auf 2022 1) | verschoben auf 2022 1) | verschoben auf 2022 1)          | verschoben auf 2022 1) | verschoben auf 2022 1) |
| 1. März 2020 2) | Birhanu Legese -2-         | Äthiopien              | 2:04:15                | Lonah Chemtai Salpeter          | Israel                 | 2:17:45                |
| 3. März 2019    | Birhanu Legese             | Äthiopien              | 2:04:48                | Ruti Aga                        | Äthiopien              | 2:20:40                |
| 25. Feb. 2018   | Dickson Kiptolo Chumba -2- | Kenia                  | 2:05:30                | Birhane Dibaba -2-              | Äthiopien              | 2:19:51                |
| 26. Feb. 2017   | Wilson Kipsang             | Kenia                  | 2:03:58                | Sarah Chepchirchir              | Kenia                  | 2:19:47                |
| 28. Feb. 2016   | Feyisa Lilesa              | Äthiopien              | 2:06:56                | Helah Kiprop                    | Kenia                  | 2:21:27                |
| 22. Feb. 2015   | Endeshaw Negesse           | Äthiopien              | 2:06:00                | Birhane Dibaba                  | Äthiopien              | 2:23:15                |
| 23. Feb. 2014   | Dickson Kiptolo Chumba     | Kenia                  | 2:05:42                | Tirfi Tsegaye                   | Äthiopien              | 2:22:23                |
| 24. Feb. 2013   | Dennis Kipruto Kimetto     | Kenia                  | 2:06:50                | Aberu Kebede                    | Äthiopien              | 2:25:28                |
| 26. Feb. 2012   | Michael Kipkorir Kipyego   | Kenia                  | 2:07:37                | Atsede Habtamu                  | Äthiopien              | 2:25:28                |
| 27. Feb. 2011   | Hailu Mekonnen             | Äthiopien              | 2:07:35                | Noriko Higuchi                  | Japan                  | 2:28:49                |
| 28. Feb. 2010   | Masakazu Fujiwara          | Japan                  | 2:12:19                | Alewtina Walerjewna Biktimirowa | Russland               | 2:34:39                |
| 22. März 2009   | Salim Kipsang              | Kenia                  | 2:10:27                | Mizuho Nasukawa                 | Japan                  | 2:25:38                |
| 17. Feb. 2008   | Viktor Röthlin             | Schweiz                | 2:07:23                | Claudia Dreher                  | Deutschland            | 2:35:35                |
| 18. Feb. 2007   | Daniel Njenga              | Kenia                  | 2:09:45                | Hitomi Niiya                    | Japan                  | 2:31:02                |